# Peledouï
Ne doit pas être confondu avec Peledouï (commune urbaine).
Le Peledouï (en russe : Пеледуй) est une rivière de Russie qui coule en République de Sakha en Sibérie orientale. C'est un affluent de la Léna en rive gauche.

## Géographie
Le Peledouï a une longueur de 398 kilomètres. Son bassin versant a une superficie de 14 300 km2.
Son débit moyen à l'embouchure est de 51 m3/s. 
Le Peledouï prend sa source dans la partie sud-est du grand plateau de Sibérie centrale, une trentaine de kilomètres à peine à l'est des sources de la Tchona, tributaire majeur de la Viliouï. Dans l'ensemble, son parcours, entrecoupé de larges boucles et de nombreux méandres, est orienté vers l'est. Il finit par se jeter dans la Léna en rive gauche, au niveau de la localité de Peledouï, 20 km en aval du débouché du Vitim dans le fleuve.
Le bassin du Peledouï compte quelque 900 lacs.
Le Peledouï est pris par les glaces à la fin du mois d'octobre ou au début du mois de novembre. Le dégel a lieu dans la première quinzaine du mois de mai.

## Hydrométrie - Les débits mensuels à Solzavod
Le débit du Peledouï a été observé pendant 53 ans (entre 1936 et 1988) à Solzavod, localité située à 33 kilomètres de son embouchure dans la Léna. 
Le débit interannuel moyen ou module observé à Solzavod sur cette période était de 48,9 m3/s pour une surface de drainage de 13 600 km2, soit 95 % ou la presque totalité du bassin versant de la rivière.
La lame d'eau écoulée dans ce bassin versant se monte ainsi à 113 millimètres par an, ce qui est certes modéré, mais correspond aux valeurs observées sur la moyenne des cours d'eau de la partie sud du plateau de Sibérie centrale. 
Rivière alimentée en majeure partie par la fonte des neiges et des glaces, le Peledouï est un cours d'eau de régime nivo-pluvial qui présente deux saisons. 
Les hautes eaux se déroulent à la fin du printemps, aux mois de mai et de juin, avec un sommet très net en mai qui correspond au dégel et à la fonte des neiges. Les précipitations tombent sous forme de pluie en été, ce qui explique que le débit de juillet à octobre soit assez bien soutenu. En octobre puis novembre, le débit de la rivière baisse progressivement, ce qui mène à la période des basses eaux liée au gel. Celle-ci d'une durée de plus ou moins six mois, a lieu de novembre à début mai et correspond à l'hiver et aux importantes gelées qui s'étendent sur toute la région. 
Le débit moyen mensuel observé en mars (minimum d'étiage) est de 11,4 m3/s, soit quelque 4 % du débit moyen du mois de mai (265 m3/s), ce qui souligne l'amplitude importante des variations saisonnières. Sur la durée d'observation de 53 ans, le débit mensuel minimal a été de 6,29 m3/s (mars 1969), tandis que le débit mensuel maximal s'élevait à 468 m3/s (mai 1984). 
En ce qui concerne la période estivale, libre de glaces (de juin à septembre inclus), le débit mensuel minimum observé a été de 12,0 m3/s en juin 1938.